# Танит
Танит (финик. 𐤕𐤍𐤉𐤕; Таннита) — богиня-девственница, особенно почитавшаяся в Карфагене наряду с Баал-Хаммоном.
Танит также называли Тиннит или Танк. Название Тиннит, судя по всему, появилось в Карфагене, хотя им и не называли местных детей. Являлась аналогом богини Луны Астарты, а в римском Карфагене ей поклонялись в качестве Юноны Келестис — локализованной формы римской богини Юноны.

## Карфагенское поклонение
Танит была объектом культа в пунических колониях во всём Западном Средиземноморье (от границ Мальты до Гадеса в эллинистический период). С V века до н. э. поклонение богине связано с Баал-Хаммоном, ей самой посвящён эпитет pene baal («лицо Баала») и титул rabat, женская форма слова rab (господин). В Северной Африке и на острове Кипр она была супругой Баал-Хаммона, небесной покровительницей войны, девственной богиней-матерью и в меньшей степени символом плодородия.
Эмблемой финикийского божества была трапеция, закрытая сверху горизонтальной линией и имевшая в середине круг (горизонтальная прямая часто заканчивалась двумя прямыми вертикальными линиями). Позже вместо трапеции часто появлялся равнобедренный треугольник. Саму Танит иногда изображали с львиной головой, указывая на её воинские черты.
В южнофиникийском городе Сарепта был обнаружен посвящённый Танит храм, надписи в нём тесно связывали её с лунной богиней Астартой (Иштар).

## Детские жертвоприношения
Истоки Танит можно обнаружить в пантеоне города Угарит в лице местной богини Анат. Существуют свидетельства, оспариваемые частью учёных, что для Анат и Баал-Хаммона приносили в жертву детей. По свидетельству римского христианского автора Тертуллиана они не проводились открыто до правления императора Тиберия. Подтверждением детских жертвоприношений богине Танит археологи посчитали найденный карфагенский тофет (массовое захоронение маленьких детей). Однако дальнейшие исследования захоронения поставили под сомнение такой вывод, анализ останков показал значительный процент младенцев, умерших ещё до рождения. В результате была выдвинута гипотеза о том, что тофет являлся особым кладбищем для мертворождённых и умерших до 6 месяцев от болезней детей. Эта гипотеза, тем не менее, оспаривается другими учёными.

## В других культурах
Долгое время после уничтожения Карфагена римлянами население северной Африки поклонялось ей под именем Юноны Келестис (Калестис), которую связывали с римской богиней Юноной. Вергилий в «Энеиде» называл Юнону богиней, благоволившей к карфагенянам, поскольку отождествлял её с Танит. Античные берберы также адаптировали культ Танит. У древних египтян её имя означало Земля Нейт, сама Нейт являлась богиней войны.
- Статуэтка богини Танит
- Сакральный символ Танит на стеле из Карфагена
- Танит с львиной головой